# 21-es főút (Magyarország)
A 21-es számú főút Hatvan és Somoskőújfalu között halad a Zagyva völgyében. Hossza 65 km. Hatvan városát a szlovák országhatárral köti össze Nógrád vármegye székhelye, Salgótarján érintésével. Nagyjából végig párhuzamosan halad a Hatvan–Somoskőújfalu-vasútvonallal.
Korábban a gyorsút kategória bevezetésekor, a 21-es főút is az új kategória tagja lett volna, ám kikerült a gyorsutak közül, a 2x2 sáv kiépítése után is megmarad főútnak. 2019 szeptemberében befejeződött a 21-es számú főút négysávosítási programja Salgótarján és Hatvan között. Az utolsó két szakasz ünnepélyes átadója Bátonyterenyén volt 2019. szeptember 25-én. A teljes szakaszon Hatvan és Salgótarján között 2 x 2 sávon lehet közlekedni. Így Budapest és Salgótarján között lényegesen csökkent a menetidő.

## Fekvése
A 3-as főútból ágazik ki, egy körforgalmú csomópontban Hatvan újhatvani részén. A város közepéről észak felé indul, és mindvégig tartja ezt az irányt, kivéve Mátraszőlőstől Kisterenyéig, ahol a fő iránya a keleti-északkeleti. Hatvan határában átmegy az M3-as autópálya felüljárója alatt, majd elhalad Lőrinci, Selyp, Zagyvaszántó és Apc mellett, azután átér Hevesből Nógrád vármegyébe. A megye első települését, Jobbágyit elhagyva Pásztót érinti, majd keletnek fordulva Mátraszőlős, Tar és Mátraverebély érintésével ér el Bátonyterenyéig, ahol újból északnak fordul. Itt, Kisterenyén ágazik el kelet felé a 23-as út, amely Tarnaleleszre vezet. A Kisterenyétől Vizslás-Újlakon át Salgótarjánig húzódó szakasza mellett a keleti oldalon szervizút húzódik, amely a salgótarjáni ipari parkig tart és ott csatlakozik vissza a főútba. Zagyvapálfalvára érve csatlakozik nyugat felől (Balassagyarmat-Rétság irányából) a 22-es út. Somoskőújfalun keresztül ér el a szlovák határhoz, amit átlépve Füleket érintve Losoncra vezet. Hossza a szlovákiai folytatásával, a 71-es főúttal együtt 92 km.

## Története

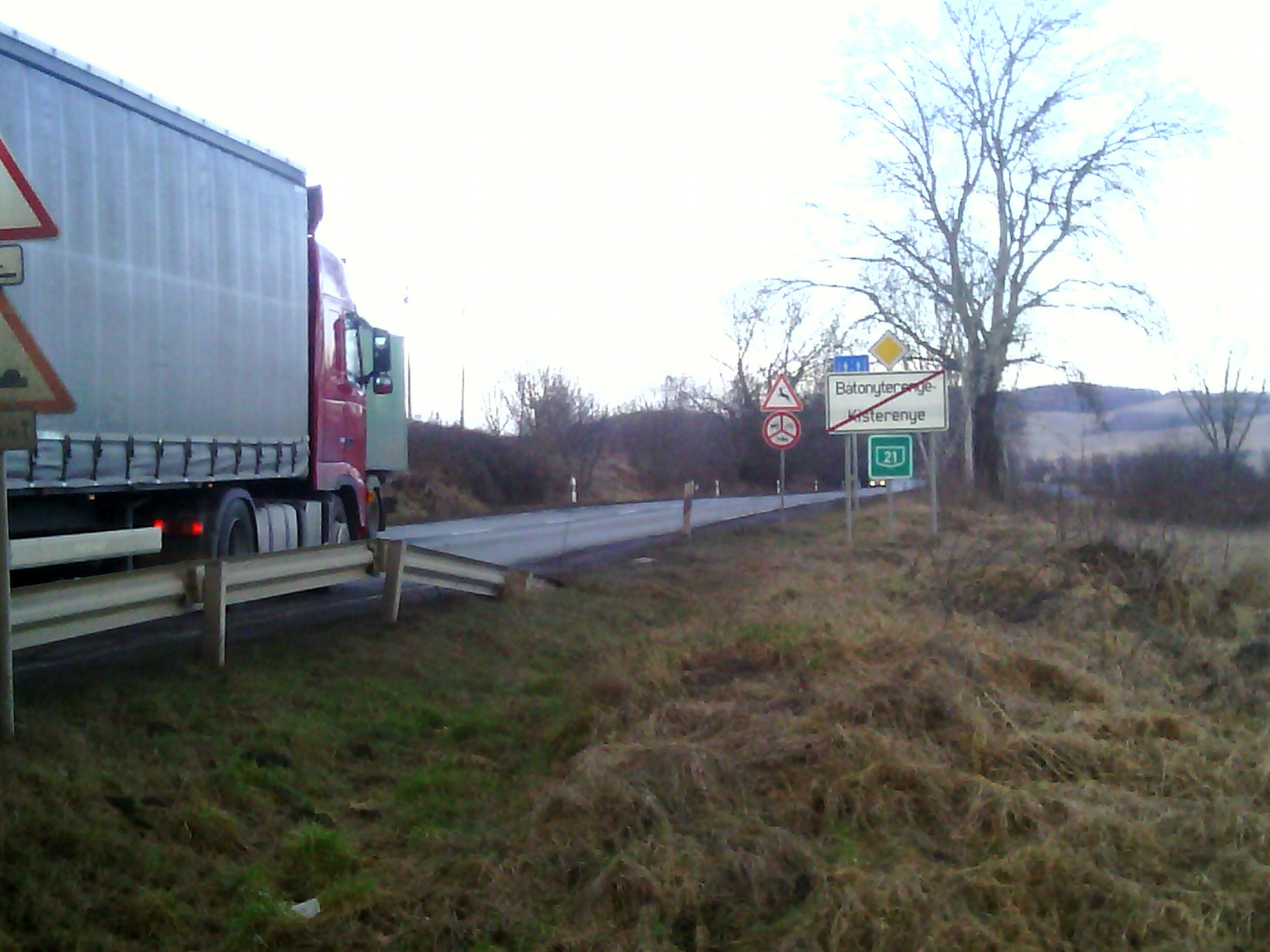
A 21-es főút Kisterenye határában

A 21-es főút a Zagyva völgyében halad. A régi, eredeti nyomvonal Hatvan óhatvani részéről indulva keresztülhaladt Hatvan-Nagygomboson Lőrincin, Zagyvaszántón, Jobbágyin, Szurdokpüspökin, Pásztón, Taron, Mátraverebélyen és Kisterenyén majd Salgótarjánon áthaladva Somoskőújfalunál érte el az országhatárt.
A főút ma is ismert nyomvonala az 1950-es évek végén, 1960-as évek elején készült el. Az új nyomvonal elkerüli a Zagyva völgyében lévő településeket, ugyanúgy Hatvanból indul, érintőlegesen halad el Lőrinci, Zagyvaszántó, Jobbágyi települések mellett, elkerüli Szurdokpüspökit, Pásztót és Tart. Tar és Kisterenye között párhuzamosan halad a régi nyomvonal mellett, a Nagybátony szomszédságában lévő hegyet pedig átvágták (a régi nyomvonal korábban a hegyen át vezetett). Az új nyomvonal Kisterenye déli határánál csatlakozik a régi nyomvonalhoz, az ózdi főút (ma 23-as főút) elágazásánál.
A 23-as út elágazásától Somoskőújfaluig az eredeti nyomvonalon halad az út, kivéve Salgótarjánban, a Zagyvapálfalvi csomóponttól a Beszterce-lakótelep körforgalmáig tartó szakaszt, ugyanis a HU-GO útdíjrendszer bevezetésekor az 1976–2008 között több részletben átadott salgótarjáni tehermentesítő út lett a 21-es út része, a régi, városon átvezető szakasz pedig részben a 211-es számot kapta, részben 2307-es számmal mellékút lett.
A régi nyomvonal ma több szakaszra bontva, nagyrészt négy- vagy öt számjegyű mellékutakként számozódik. Kezdő, Óhatvan és Selyp közötti szakasza a 2401-es, a Selyptől Apc-Zagyvaszántó vasútállomásig tartó szakasz a 2403-as út; az állomás térségétől Apcig vezető szakasz a 2404-es, folytatása Jobbágyi központjáig a 2405-ös út része.
Jobbágyiban az egykori nyomvonal egy szakasza a később létesült lőszergyár zárt magánútjává vált, a gyártelepig tartó, illetve az északi kijáratától továbbvezető szakaszai a 24 103-as és 24 104-es útszámozást kapták. A Szurdokpüspökin átvezető szakasz egy része ma a 2406-os, más része (Pásztó központjáig) a 2407-es úthoz tartozik. A folytatás a 2408-as út Tar határáig, majd onnan a 24 105-ös út Tar belterületének északi feléig. Egy rövid szakasza a 24 149-es útszámozást viseli, ezen a számon halad át a Zagyva felett, majd a hidat elhagyva véget is ér; a 21-es főút itteni szakaszának négysávossá való kiépítése után zsákutcává vált.
Tar és Mátraverebély határától a régi nyomvonalon a 21 167-es út húzódik (a főúttal itt az sem érintkezik, de egy kilométerrel nyugatabbra csatlakozik annak tari csomópontjához. Ez azóta van így, mióta négysávos lett a főút.). E számozás Mátraverebély belterületének északkeleti részéig tart, ahol 21 143-asra változik, ez az útszám Bátonyterenye határáig tart. [Közben Kányáspuszta előtt kiágazik belőle a mai számozással 21 168-as számú mellékút, mely egykor Nagybátony elérését szolgálta a főút felől, ám mára szintén zsákutcává lett.] A régi nyomvonal utolsó szakasza Kisterenye központjáig a 21 166-os útszámozást viseli. 
Egy dátum nélküli, feltehetőleg 1950 körül készült térkép azonos útszámozással tünteti fel, a régi, az útjába eső településeken még jobbára áthaladó nyomvonalon.

### Négysávosítás
A 21-es főút négysávosítását már az 1990-es években tervbe vették az M3-as autópálya és Salgótarján széle között. A négysávosítási program 1999-ben indult, az első szakasz építése 2001-ben kezdődött.
2015. szeptember 10-én átadták a 10 km hosszan 2x2 sávossá bővített a 21. sz. főutat Heves megyében Lőrinci, Apc, Zagyvaszántó, Nógrád megyében Jobbágyi és Szurdokpüspöki települések között.
A Heves megyei szakaszon Lőrinci és Apc közötti szakaszán a 2x1 forgalmi sávos, 5,3 km hosszú utat 2x2 forgalmi sávra bővítették. Lőrinci végében gyalogos aluljárót, a Vörösmajori úton és Zagyvaszántón turbó (kétsávos) körforgalmat, a Szuha-patak felett vadátjáróként is működő felüljárót, Szarvasgede-Apc, Baromfitelepnél külön szintű csomópontot építettek ki. A Nógrád megyei szakaszon Jobbágyi és Szurdokpüspöki települések között a 4,5 km hosszú utat 2x2 forgalmi sávra szélesítették, a szakasz ezt követően csatlakozik majd a már megépült 2x2 sávos úthoz. Jobbágyinál turbó körforgalmat, az Apponyi úton (amely a Szarvasgede-Galgaguta felől csatlakozó 2129. jelű mellékút) új gyalogos aluljárót, a Sport utca folytatásában közvilágítással ellátott gyalogos felüljárót alakítottak ki. Szurdokpüspökinél a 2406 j. bekötő út csatlakozásánál egy különszintű rombusz-típusú csomópontot létesítettek. A beruházás 13,6 milliárdba került.
2016. június 8-án letették az alapkövét a még hiányzó 2x2 sávos szakaszok kialakításának. Ennek keretében Hatvan és Lőrinci között 6,55 kilométer valósul meg a négynyomúsítás. A kivitelezést a Swietelsky Magyarország Kft. és a HE-DO Kft. konzorciuma nettó 8 497 978 613 forintért végzi el. Szurdokpüspöki és Pásztó között, 4,5 kilométeren épül ki a 2×2 sávos út. A kivitelezést a Colas Út Zrt., az EuroAszfalt Kft. és a Colas Hungária Zrt. által alkotott konzorcium végzi 8 037 354 089 forintért. Az építkezés során a meglévő Sertéstelep megközelítésére a korábbi csomópont területén csökkentett paraméterű különszintű csomópontot alakítottak ki, ahol a 21. sz. főút felett vezetik át a sertéstelepi utat. A 2122 j. hollókő–szécsényi út csatlakozásánál kialakítást nyert a Pásztó déli rombusz típusú csomópont. Ide kötötték be a 2408 j., Pásztó-Galyatető felé, valamint a 2127 j., Csécse felé vezető utak korrekcióját, ezzel együtt a mellékutak korábbi 21. sz. főúti csatlakozását megszüntették. Az Agro-Produkt Kft. szurdokpüspöki Sertéstelepe megközelítésére különszintű csomópontot alakítottak ki. A Sertéstelep után vadátjáró is épült. Pásztó és Mátraszőlős-Tar között a főutat mintegy 3,7 kilométer hosszban bővítették ki 2x2 sávosra. A kivitelezést a HE-DO Kft. végezte 6 349 998 876 forintért. A átépítés során a Pásztó nyugati, korábban szintbeni csomópont megszűnt és tőle délebbre új különszintű csomópontot építettek, ahol a pásztói Irinyi utcát a 21-es út fölött vezették át. Mátraszőlős 21. sz. főúti csatlakozásánál (21 144. sz. út) turbó típusú kétsávos körforgalmi csomópontot építettek, amelynél a gyalogosok közlekedése aluljáróval van biztosítva a 21. sz. főút alatt.
A 21. sz. főút négynyomúsítása során további Nógrád megyei szakaszokat építettek meg. A Tar-Mátraverebély és Mátraverebély-Bátonyterenye között épülő 2×2 sávos út kivitelezésére vonatkozó közbeszerzés 2018-ban jelent meg. Ezen a szakaszon új különszintű csomópont épült Sámsonháza–Nagybárkány és Tar felé, ide kötötték be a 24 105. jelű tari bekötőutat valamint a 21 167-es számú, Mátraverebély régi központja felé vezető utat, ezzel itt is megszüntették az utak eredeti főúti csatlakozását. Mátraverebélyen belül, turbó típusú kétsávos körforgalmi csomópont került kialakításra a Szentkúti Kegyhely és az állomás felé vezető úton. A négysávos szakaszt keresztülvezetik Bátonyterenye Kisterenye városrészén, mivel a domborzati viszonyok miatt jelentős földmunkával és költséggel lehetne csak elkerülő utat építeni. A 23-as főút, a Jászai Mari út, Gyermekek útja és a Köztársaság út kereszteződésében turbó körforgalom épült. A nagybátony-maconkai elágazó, és a kisterenyei MOL-kút és Lidl-áruház elágazója maradt a klasszikus "T" kialakítású, a bátonyterenyei ipari park elágazójába pedig szintén turbó körforgalom épült, ide kötötték be a Szúpatak felé vezető utat
2018. február 12-én, hónapokkal a határidő előtt átadták az út újabb két négysávosított részét: a Szurdokpüspöki és Pásztó közötti 4,5, valamint a Pásztó és Mátraszőlős közötti 3,73 kilométeres szakaszát. 2019. szeptember 25-én átadták a Tar és Kisterenye közötti, négysávossá átépített szakaszt is, ami által végig teljesen négysávossá vált a főút az M3-as és Bátonyterenye között, és néhány rövid, belterületek közt haladó szakaszt leszámítva szinte egészen Salgótarjánig.

## Érdekességek
- Magyarország egyik olyan elsőrendű főútja a 10-es főút és a 41-es főút mellett, amely nem tartozik az Európai főúthálózathoz.